# Ponte de Santiago
A Ponte de Santiago atravessa o rio Lérez na cidade de Pontevedra (Espanha), onde a estrada N-550 corre ao longo dela. Liga o centro da cidade à zona da Xunqueira e ao bairro do Burgo.

## História
O projecto para esta ponte, concebida para aliviar o engarrafamento na Ponte do Burgo sobre a qual passava a N-550, foi apresentado em 1980. A construção começou em Junho de 1981 e foi levada a cabo pelo Ministério de Obras Públicas do Governo espanhol, com um custo de 173 milhões de pesetas. 
Inaugurada a 11 de Setembro de 1983 pelo antigo Ministro das Obras Públicas Jesús Sancho Rof, não ficou totalmente operacional até à remodelação da Avenida de Buenos Aires e à inauguração da Avenida de Compostela a 3 de Julho de 1987, que, com quatro faixas, deu continuidade à Ponte de Santiago e ofereceu uma nova saída para a cidade a partir do norte em direcção a Santiago de Compostela e A Coruña.

## Descrição
É uma ponte em viga de betão armado com dois tabuleiros apoiados em quatro pilares. Cada um dos dois tabuleiros tem três tramos. O vão do tabuleiro central é de 48 metros e o das baías laterais é de 25 metros.
A ponte tem 99 metros de comprimento e 17 metros de largura. Tem quatro faixas para veículos, guarda-corpos e dois passeios. A ponte termina na margem norte com uma passagem larga para peões e ciclistas.  Liga a rua Padre Amoedo Carballo à avenida de Compostela.
Nos seus primeiros anos de serviço, chamava-se simplesmente Tercer Puente (terceira ponte) até à abertura da Avenida de Compostela ao trânsito. Como era a saída natural da cidade para Santiago de Compostela, foi rebaptizada Ponte de Santiago.

## Galeria

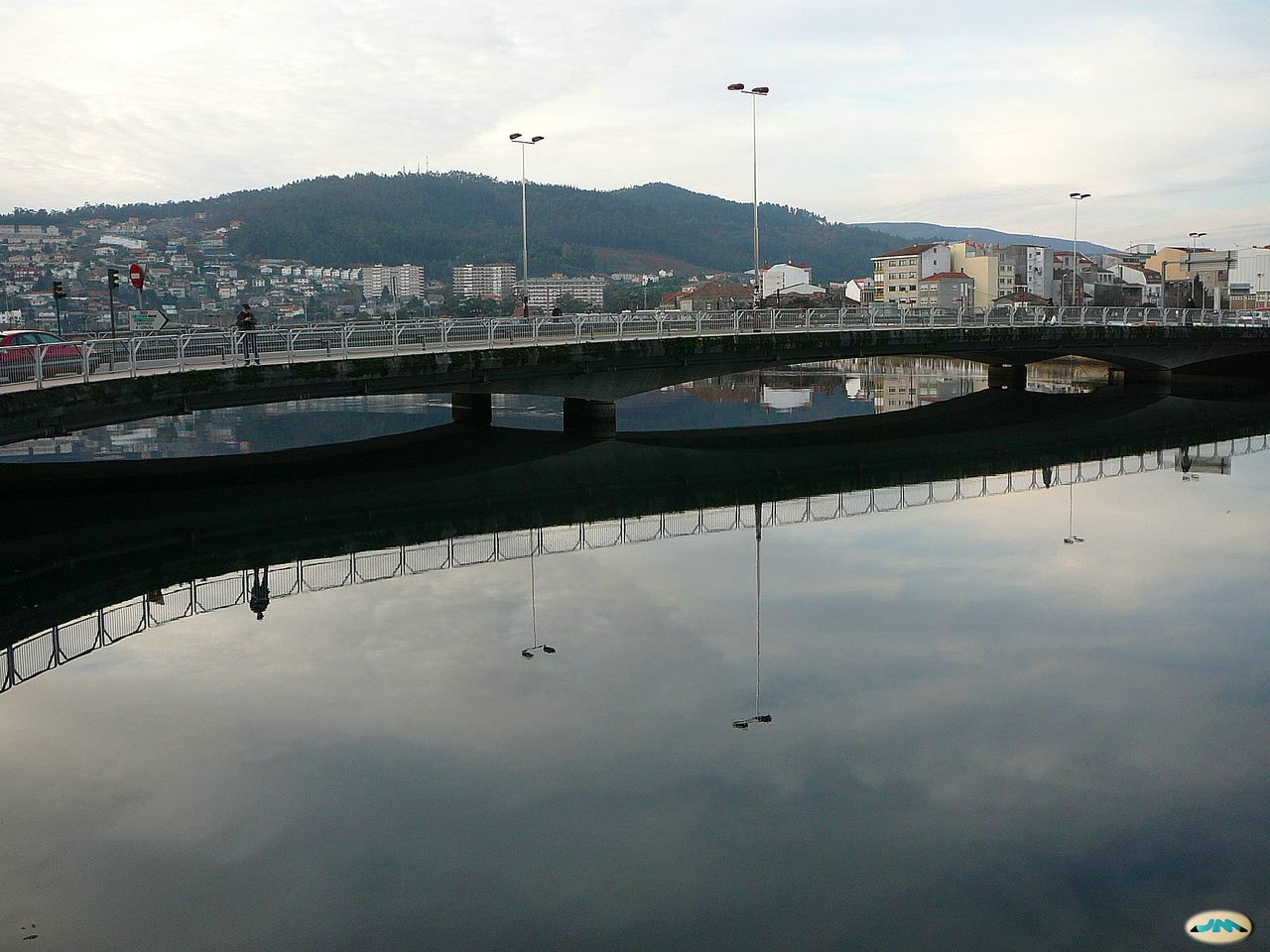
Ponte de Santiago com O Burgo e A Caeira ao fundo.
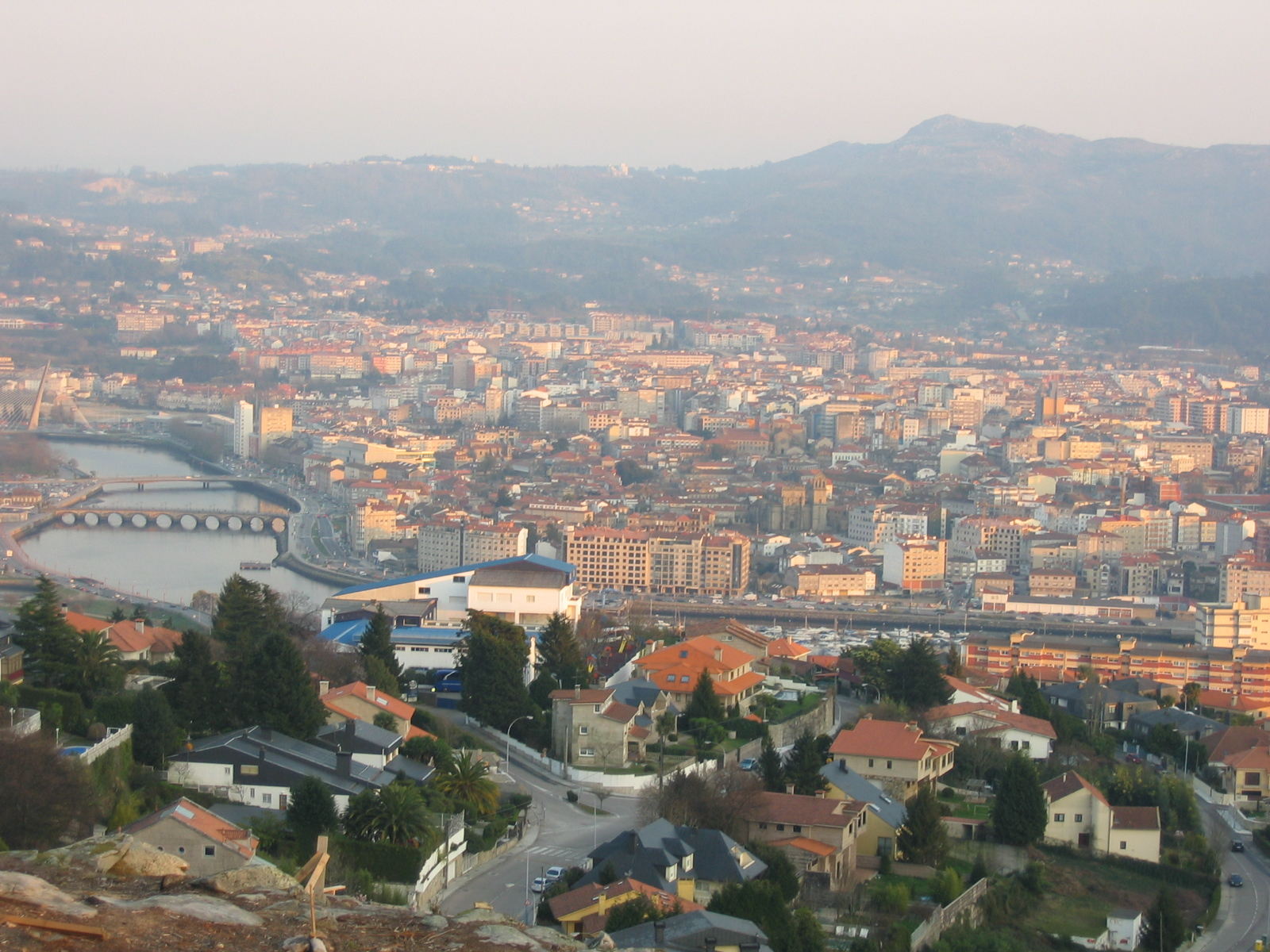
À esquerda, de cima para baixo, as pontes dos Tirantes, de Santiago e do Burgo.
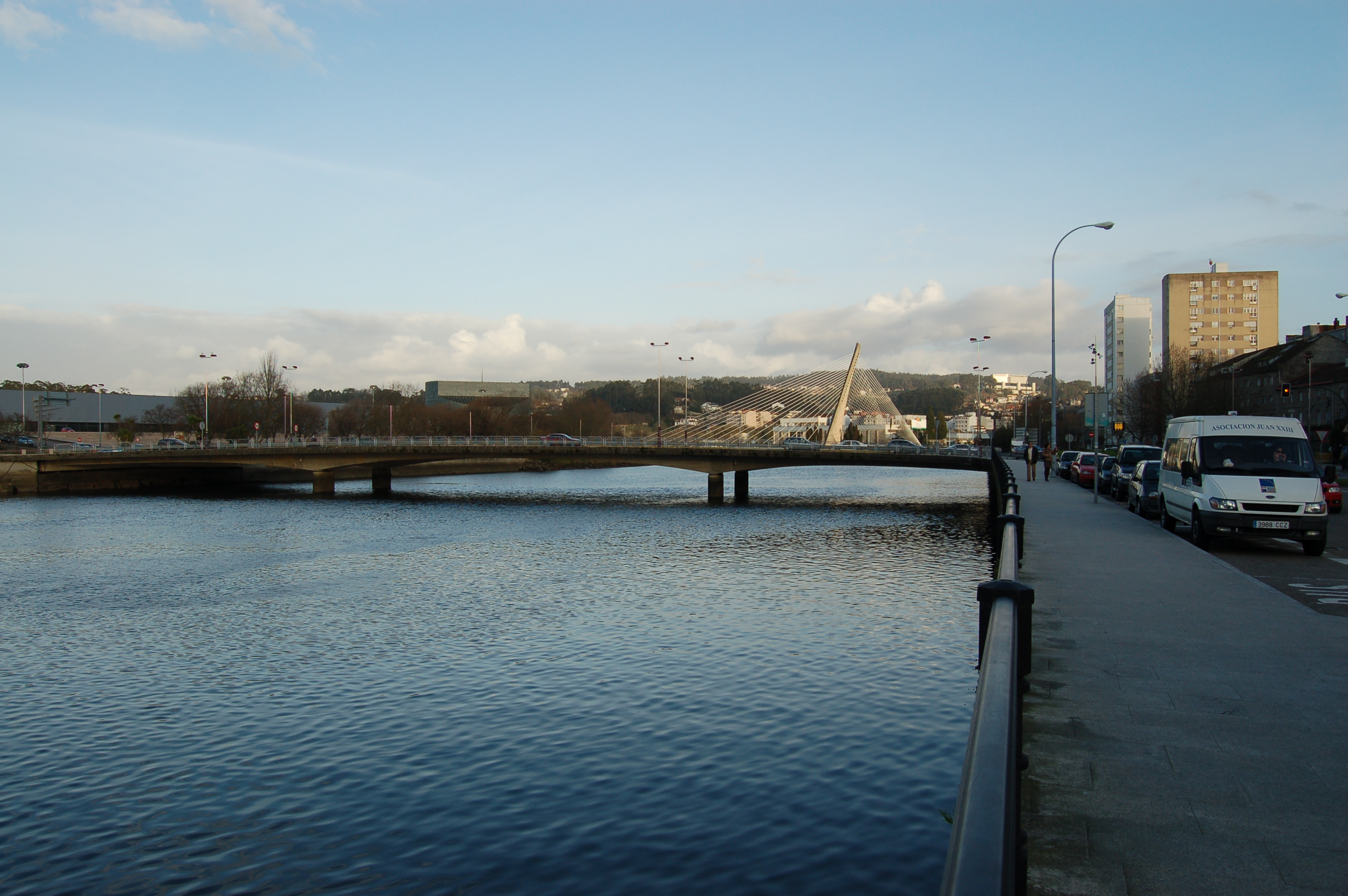
Em primeiro plano a Ponte Santiago, atrás dela, a Ponte dos Tirantes.

### Artigos relacionados
- Ponte das Correntes
- Ponte da Barca
- Ponte do Burgo
- Ponte dos Tirantes
- Ponte de Ponte Sampaio